# Рене Жерар
Рене Жерар (фр. René Gérard, 8 червня 1914, Монпельє — 7 липня 1987, Монпельє) — французький футболіст, що грав на позиції півзахисника, зокрема за «Монпельє» та національну збірну Франції.

## Клубна кар'єра
У дорослому футболі дебютував 1930 року виступами за команду «Монпельє», в якій провів п'ять сезонів. 
Згодом з 1935 по 1938 рік грав за «Сет» та «Ред Стар», а завершував ігрову кар'єру в «СА Парі», за який виступав протягом 1938—1939 років.

## Виступи за збірну
1932 року дебютував в офіційних матчах у складі національної збірної Франції.
Загалом протягом дворічної кар'єри в національній команді провів у її формі 7 матчів, забивши 2 голи.
Помер 7 липня 1987 року на 74-му році життя у місті Монпельє.